# Partido General Belgrano
General Belgrano ist ein Partido im Osten der Provinz Buenos Aires in Argentinien. Laut einer Schätzung von 2019 hat der Partido 19.123 Einwohner auf 1.870 km². Der Verwaltungssitz ist die Ortschaft General Belgrano. Der Partido wurde 1891 von der Provinzregierung geschaffen und ist nach Manuel Belgrano benannt.

## Orte
General Belgrano ist in 2 Ortschaften und Städte, sogenannte Localidades, unterteilt.
- General Belgrano
- Gorchs

## Wirtschaft
Die Wirtschaft des Partido General Belgrano wird von der Landwirtschaft dominiert.